# ロシュ城
ロシュ城（ロシュじょう、フランス語: Château de Loches）は、フランスのロワール渓谷、アンドル＝エ＝ロワール県ロシュにある城である。ロワール川に注ぎ込むアンドル川や下町を見下ろすように立つ。
岩山のせり出した先端に西暦1000年ごろにフルク・ネラによって建てられた中世の城で、とくに王家の監獄としても使われた主塔無骨な印象を与える。中世を通じて常に戦略的に重要な地位を占め、シャルル7世の即位前の居城であったことで有名である。城のテラスや砦からの眺めはかなり良い。

## 歴史

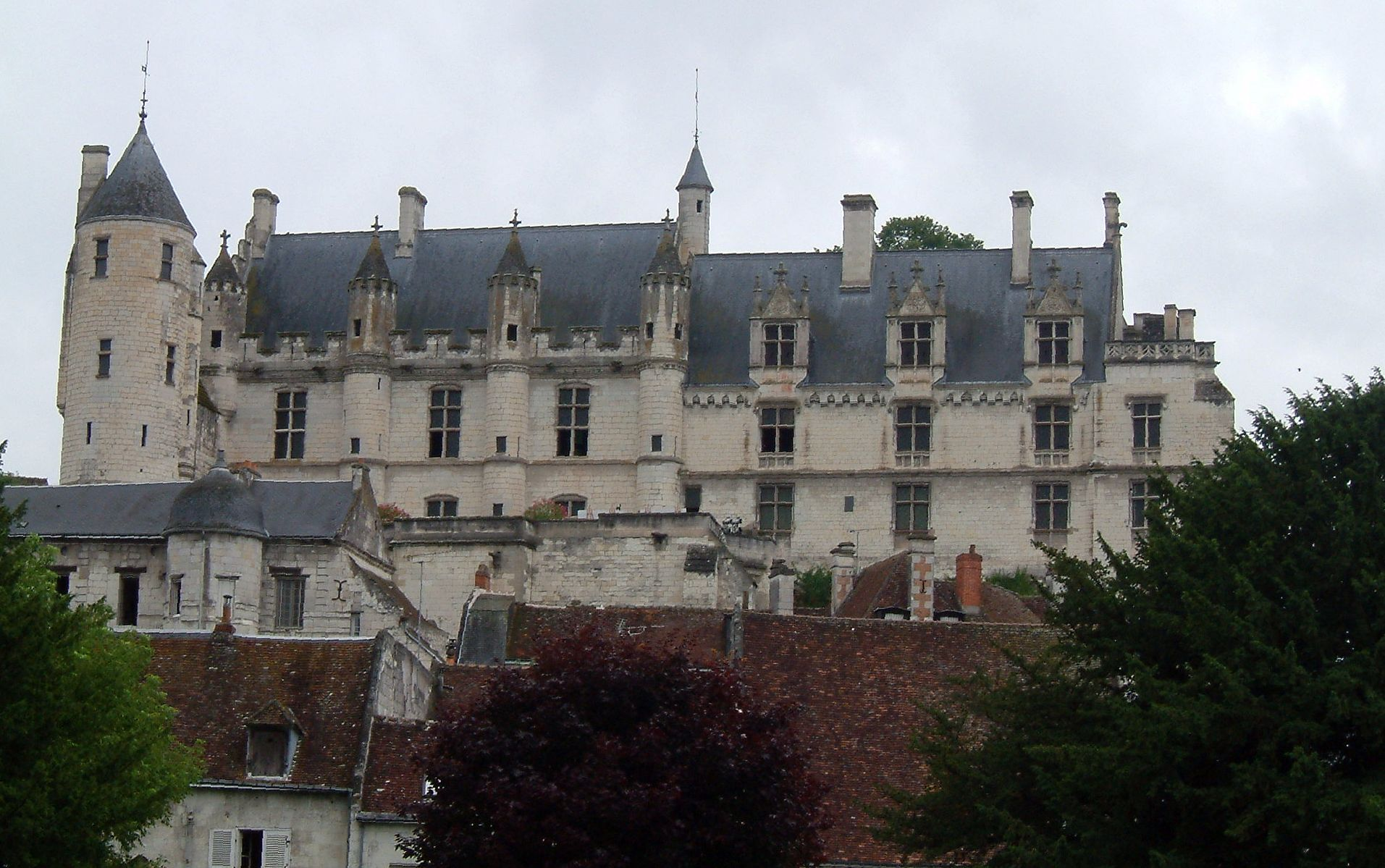
ロシュ城

8世紀にシャルル・マルテルの息子がこの地で戦った記録が残るほど歴史は古い。ベリー、トゥーレーヌ、ポワトゥー（fr）といった領地の境界に位置したことから、所有をめぐる争いが絶えなかった。ルイ9世（聖王ルイ）がフランス王家の所領とした。
最も有名な歴史上の出来事として、1429年オルレアンを解放したジャンヌ・ダルクが王太子シャルル（＝後のシャルル7世）の住んでいたこの城に駆けつけ、王位継承を戸惑っていた彼に即位を決意させた、という史実が挙げられる。場内にはこの謁見の行われた間が今も残っている。この後シャルルはランスにて戴冠し、フランス王シャルル7世となったが、次第にジャンヌ・ダルクを疎んじ、ルーアンで彼女がイングランド軍の捕虜となった際には見殺しにしてしまう。

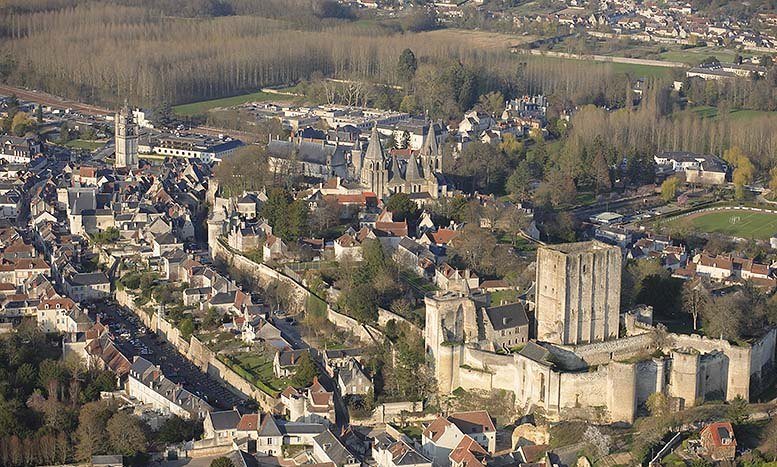
上から見たロシュの町と城

その後シャルル7世は、惚れ込んだ愛妾アニェス・ソレルにこのロシュ城を私邸として与えた。アニェス・ソレルは王の後ろ盾をもとに大いに権勢をふるったが、周囲の反感を招き、毒殺の憂き目に遭う。
その後、ロシュの街はトゥール、シノンと並ぶ格式を誇った時期もあったものの、ルネサンス期以降は急速に衰退する。

## 建築様式
城館は百年戦争の頃に築かれ、戦闘用の建築に火炎式（フランボワイヤン）ゴシック様式の装飾が加わる。
砦（ドンジョン）も戦闘用の重厚なロマネスク様式。今も36 mの高さを誇る、魁偉な建造物である。
サントゥルス参事会教会は完成までに長い時間を要したため11 - 12世紀のロマネスク／ゴシック様式が混在しており、二つの時代の建築が融合を楽しむことができる。正面入り口の彩色された豪華な装飾アーチは見応えがある。